# 白足狨
白足狨（Saguinus leucopus），又名白趾狨、白足獠狨、白足檉柳猴或白腳獠狨，是哥倫比亞特有的檉柳猴屬。
白足狨現正列在《瀕危野生動植物種國際貿易公約》附錄一受到保護。

## 外部連結
- Infonatura （页面存档备份，存于）